# Tengzhong GM China

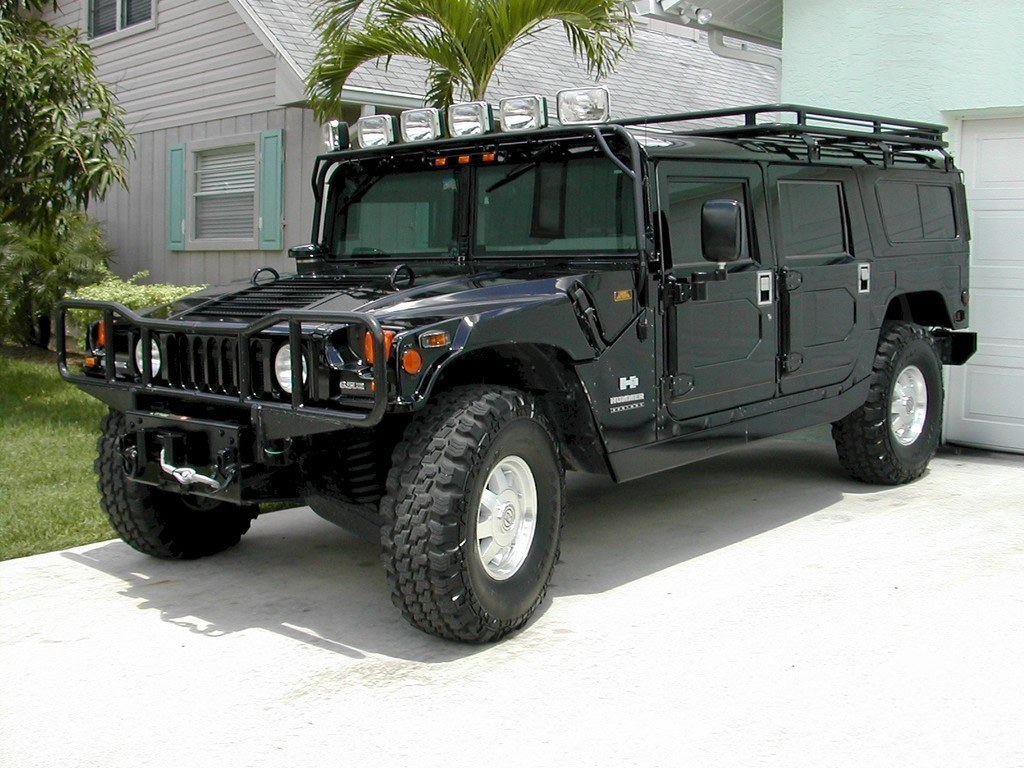
Der Hummer H1, das einzige Modell des Joint Ventures, wurde von Oktober 2009 bis Februar 2010 gebaut.

Der Begriff Tengzhong GM China bezeichnet ein kurzlebiges Joint Venture des amerikanischen Automobilkonzerns General Motors mit dem chinesischen Maschinenbauer Sichuan Tengzhong Heavy Industrial Machinery (80 %) und dem in Hongkong ansässigen Thénardit-Hersteller Lumena Resources (20 %). Die Gründung war am 9. Oktober 2009 bekanntgegeben worden, die Verhandlungen selbst waren bereits am 2. Juni 2009 aufgenommen worden.
Im Vordergrund der Verhandlungen stand insbesondere der Verkauf der GM-Marke Hummer für eine Summe von 150 Millionen US-Dollar an den chinesischen Konzern. Anbei handelte General Motors die Verlängerung der amerikanischen Produktion bis Juni 2011 aus. Eine optionale Verlängerung der Montage um ein weiteres Jahr war dazu gedacht um etwa 3000 Arbeitsplätze zu sichern, was jedoch von der chinesischen Regierung untersagt wurde. Damit verschwand die Marke Hummer dann vom amerikanischen Markt, gefolgt von den Exportmärkten.
Das einzige Modell des Joint Ventures war der Hummer H1, der ab dem 27. Oktober 2009 anhand aus den Vereinigten Staaten angelieferten CKD-Bausätzen in einer Kleinserie für den chinesischen Markt zusammengebaut wurde. Im Laufe des Juni 2010 sollten dann sogar sämtliche Produktionsanlagen für den H1 und den H2 aus den Werken Mishawaka und Shreveport nach China geliefert werden. Damit wollte man die Produktion des Hummer H2 in China ermöglichen.
Wegen Bedenken chinesischer Behörden wurde die geplante Serienproduktion verhindert. Durch diese behördliche Blockade sah General Motors das Joint Venture als gescheitert an und löste es am 24. Februar 2010 offiziell auf. Die vertraglich vereinbarte zwölf-monatige Testphase zur Übernahme der Marke Hummer, die bis dahin die Produktion in Großserie vorsah, konnte damit nicht erfüllt werden. Damit war nun auch das Ende der „chinesischen“ Marke Hummer endgültig besiegelt.
Das Joint Venture stand zu jener Zeit im Konkurrenzkampf mit dem russischen Automobilhersteller Avtotor, der zur selben Zeit ähnliche Vereinbarungen mit Beschränkung auf den russischen Markt einging.